# Hamptjärnen (Ådals-Lidens socken, Ångermanland)
Hamptjärnen är en sjö i Sollefteå kommun i Ångermanland och ingår i Ångermanälvens huvudavrinningsområde.